# Larix mastersiana
Larix mastersiana (модрина Мастерса, кит.: 四川红杉, Sichuan hongshan) — вид модрин родини соснових.
Видовий епітет вшановує англійського ботаніка і систематика Максвела Мастерса, хто зробив великий внесок у вивчення хвойних.

## Поширення, екологія
Країни поширення: Китай (Гуансі, західний Сичуань). Це високогірний рідкісний вид, його діапазон висот між 2000 м і 3500 м над рівнем моря. Росте на підзолистих гірських ґрунтах, як правило, на крутих схилах з хорошим дренажем. Клімат помірно холодний і вологий.

## Опис
Дерева до 25 м у висоту і 80 см діаметром. Стовбур прямий або кривий. Гілки довгі, верхні спрямовані вверх, нижні горизонтальні або опущені. Крона широка. Кора тріщинувата, сіро-коричневого або темно-коричневого кольору. Листки лінійні, розміром 12–35 × 1 мм. Хвоя яскраво-зелена і жовтіє восени. Пилкові шишки жовті, від 10 до 15 міліметрів у довжину. Насіннєві шишки на 5 мм стеблах, незрілі шишки зеленуваті, старі — темно-коричневі, циліндро-конічні еліпсоїди, розміром 2,5–4,5 × 1,5–2,5 см, містять від 30 до 40 насінин. Насіння світло-сіре, косо обернено-яйцеподібне, 3 мм завдовжки і 2 мм шириною; вони мають обернено-яйцюваті, 6–8 мм завдовжки і 4–5 мм шириною легкі жовтувато-коричневі крила. Запилення відбувається з квітня по травень, насіння зріле у жовтні.

## Використання
Деревина використовується для будівництва, рудничних стійок, залізничних шпал і меблів; кора дає дубильні речовини. Модрина була надмірно експлуатована в природному діапазоні, особливо в більш доступних місцях. За межами Китаю використовується в залісенні, і є декілька зразків в живих колекціях дерев (дендрарії).

## Загрози та охорона
Експлуатація призвела до серйозного зниження чисельності цього виду в більш доступних частинах його обмеженого природного ареалу. В даний час значною мірою обмежений крутими і високими місцевостями. Вирубка у 1950-х і до 1980-х років серйозно виснажила природні популяції цього виду. Раніше чисті деревостої були досить частими, проте, в даний час стали дуже рідкісними. Землетрус у 2008 році призвів до руйнування деяких дерев цього виду. Надзвичайно сильний сніг взимку 2007–2008 також призвів до знищення / пошкодження ряду дерев. Природне поновлення йде дуже погано. З 1998 року припинено або, принаймні, обмежена вирубка природних лісів у провінції Сичуань та інших західних областях.